# Central Park
Central Park è il più grande parco pubblico nel distretto di Manhattan, a New York. Si trova nella Uptown al centro tra i due quartieri residenziali, l'Upper West Side e l'Upper East Side, i quali prendono il nome dalla loro posizione rispetto al parco. Anche le strade che lo circondano prendono il suo nome. È uno dei parchi cittadini più conosciuti del mondo, grazie anche alle sue apparizioni in numerosi film e telefilm. È di forma rettangolare, lungo circa 4 chilometri e largo 800 metri, dotato di circa 9000 panchine, ed è conosciuto come il "polmone verde" di New York.

## Descrizione
Il parco, aperto nel 1856, fu progettato da Frederick Law Olmsted e Calvert Vaux. Anche se il parco sembra naturale, è in gran parte opera dell'uomo. Il terreno preesistente presentava cave, avvallamenti, paludi e baracche abusive, tanto da scoraggiare il sindaco di allora, Alexander Josephyn; tuttavia Vaux si fece avanti con un mandato al sindaco, affermando che bonificare tutta l'estensione del parco era possibile.
Dopo un periodo di degrado e abbandono fra gli anni '60 e i primi anni '70, Central Park ha riacquistato il suo fascino grazie all'attività della Central Park Conservancy, organizzazione fondata nel 1980 e gestrice del parco dal 1998 che, sotto la guida della direttrice Elizabeth Barlow Rogers e dell'architetto paesaggista Bruce Kelly, ha riqualificato numerosi luoghi del giardino riportandoli allo splendore originale di Olmsted.
All'interno del parco si trovano diversi laghi artificiali (il più esteso dei quali è il Jacqueline Kennedy Onassis Reservoir), estesi sentieri, due piste da pattinaggio sempre artificiali, parchi giochi per bambini, prati utilizzati per numerosi sport e uno zoo. Il parco è un'oasi per gli uccelli migratori ed è quindi popolare fra gli osservatori di uccelli. Concerti e spettacoli teatrali all'aperto sono organizzati nel Delacorte Theatre, all'interno del parco. Fra gli altri eventi ospitati dal parco ci sono il traguardo della Maratona di New York e la festa di Mezzaestate.

## Storia

### Gli inizi

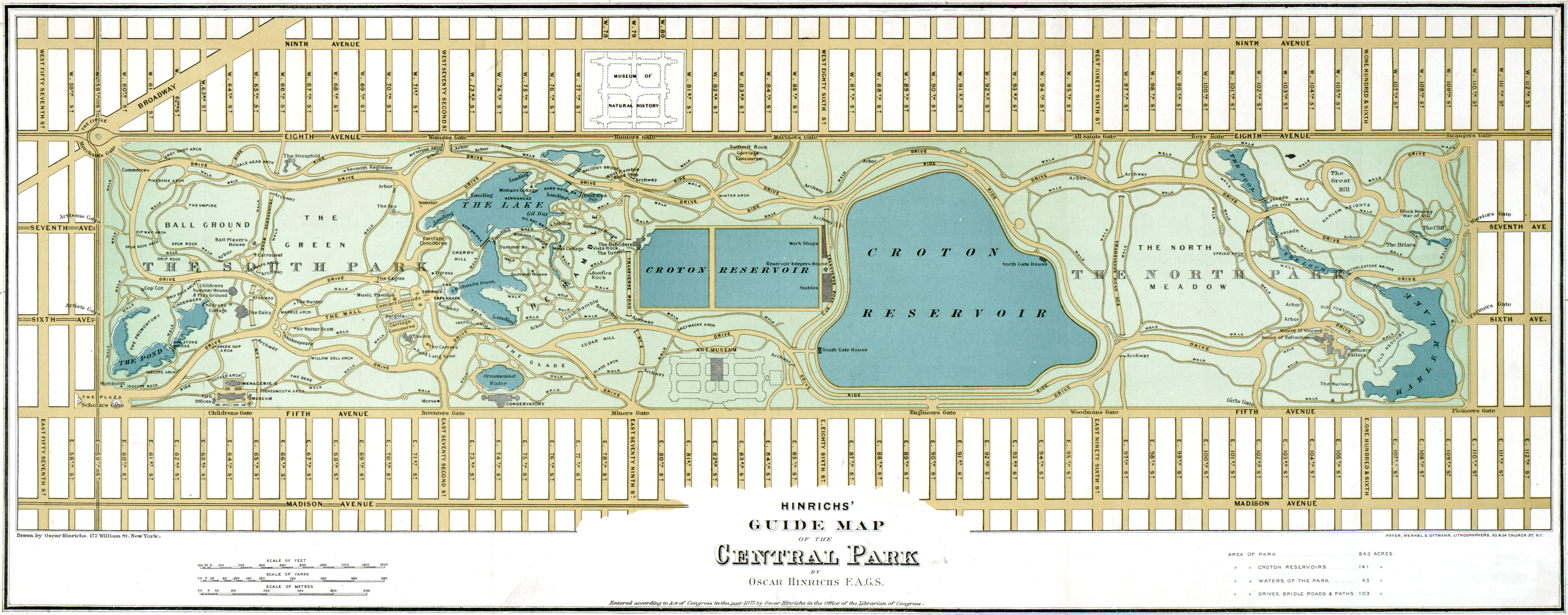
Progetto del parco (1875)

Il parco non faceva parte del piano regolatore del 1811; tuttavia, tra il 1821 ed il 1855, New York quasi quadruplicò la sua popolazione e, a causa dell'espansione della città, i newyorkesi si ritrovarono a disporre di pochi spazi aperti, per lo più cimiteri, per distrarsi dalla rumorosa e caotica vita di città. Molto tempo prima, il bisogno di un grande parco era già stato espresso attraverso le pagine dell'Evening Post (ora New York Post) dall'editore della testata, nonché poeta, William Cullen Bryant, e dal primo architetto paesaggista americano Andrew Jackson Downing, che iniziò a pubblicizzare il bisogno di un parco nel 1844.
Il bisogno di un posto accogliente come i Bois de Boulogne a Parigi o l'Hyde Park di Londra iniziò a essere sentito anche da altri importanti newyorkesi: nel 1853, la città designò un'area di 700 acri (2,8 km²), dalla 59ª alla 106ª strada, per la creazione di un parco, per un costo complessivo di oltre 5 milioni di dollari. Circa 1600 residenti, per lo più irlandesi, tedeschi e afroamericani, che abitavano in baraccopoli, furono sloggiati. Nel 1857 il comune mise a gara il progetto architettonico e vinsero Frederick Law Olmsted e Calvert Vaux. Nel 1863 vennero acquisiti altri 58 ettari. Il parco è il più grande dell'isola di Manhattan.

### La costruzione

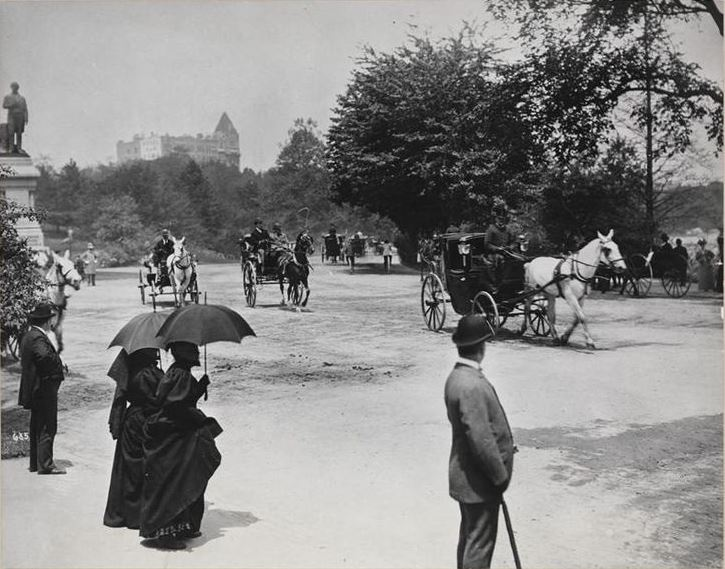
Central Park nel 1894

Lo stato assegnò alla Central Park Commission la supervisione dei lavori per lo sviluppo del parco e nel 1857 la commissione tenne un concorso di design paesaggistico. Il paesaggista Frederick Law Olmsted e l'architetto inglese Calvert Vaux svilupparono il cosiddetto "Greensward Plan", che vinse poi il concorso. Secondo Olmsted, il parco era "di grande importanza essendo il primo vero parco di questo secolo, uno sviluppo democratico di altissimo rilievo", visione probabilmente ispirata dai suoi soggiorni e dai numerosi viaggi in Europa nel 1850. Durante questi viaggi visitò molti parchi; in particolare, fu impressionato dal parco di Birkenhead, vicino  Liverpool, in Inghilterra, che aprì nel 1847 e fu il primo parco finanziato pubblicamente al mondo.
Il progetto fu influenzato da molte fonti. I camposanti di Mount Auburn (Cambridge, Massachusetts) e Green-Wood (Brooklyn, New York) furono usati come esempi di paesaggio naturalistico idilliaco. Le più importanti innovazioni nel progetto per Central Park furono le vie di circolazione separate per pedoni, cavalli e altri veicoli. Difatti le vie dedicate al traffico furono poste a un livello ribassato rispetto al parco e semi nascoste, in modo da non distruggere lo scenario naturalistico creato.
Il piano prevedeva ben 36 ponti, tutti disegnati da Vaux: da quelli fatti in materiale grezzo come l'ardesia di Manhattan o in granito, a quelli neo gotici in ferro, ma comunque tutti diversi.

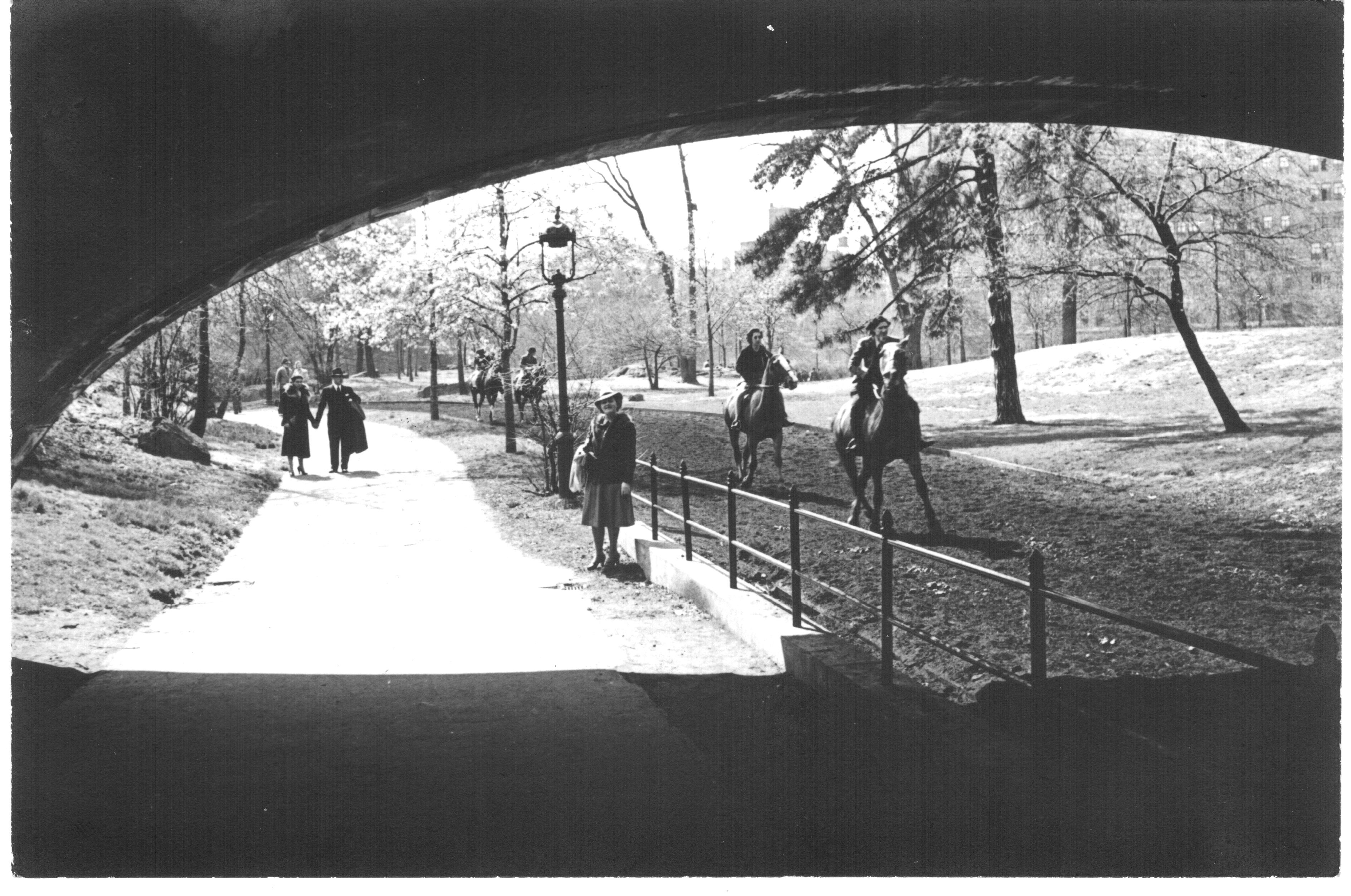
Central Park, 1940

Prima di iniziare a costruire il parco si dovette evacuare l'area dai suoi abitanti, molti dei quali erano poveri immigrati tedeschi o irlandesi oppure afroamericani. Molti di loro vivevano in piccole comunità, come Seneca Village, Harsenville, il Piggery District o il convento delle "Sisters of Charity". I circa 600 operai residenti nell'area furono sfrattati grazie all'Eminent Domain (una forma di esproprio) nel 1857 e il Seneca Village e le altre comunità furono abbattute per creare spazio per il nuovo parco. Il responsabile di questa operazione è stato il nonno del futuro campione di baseball Joe Pipitone.

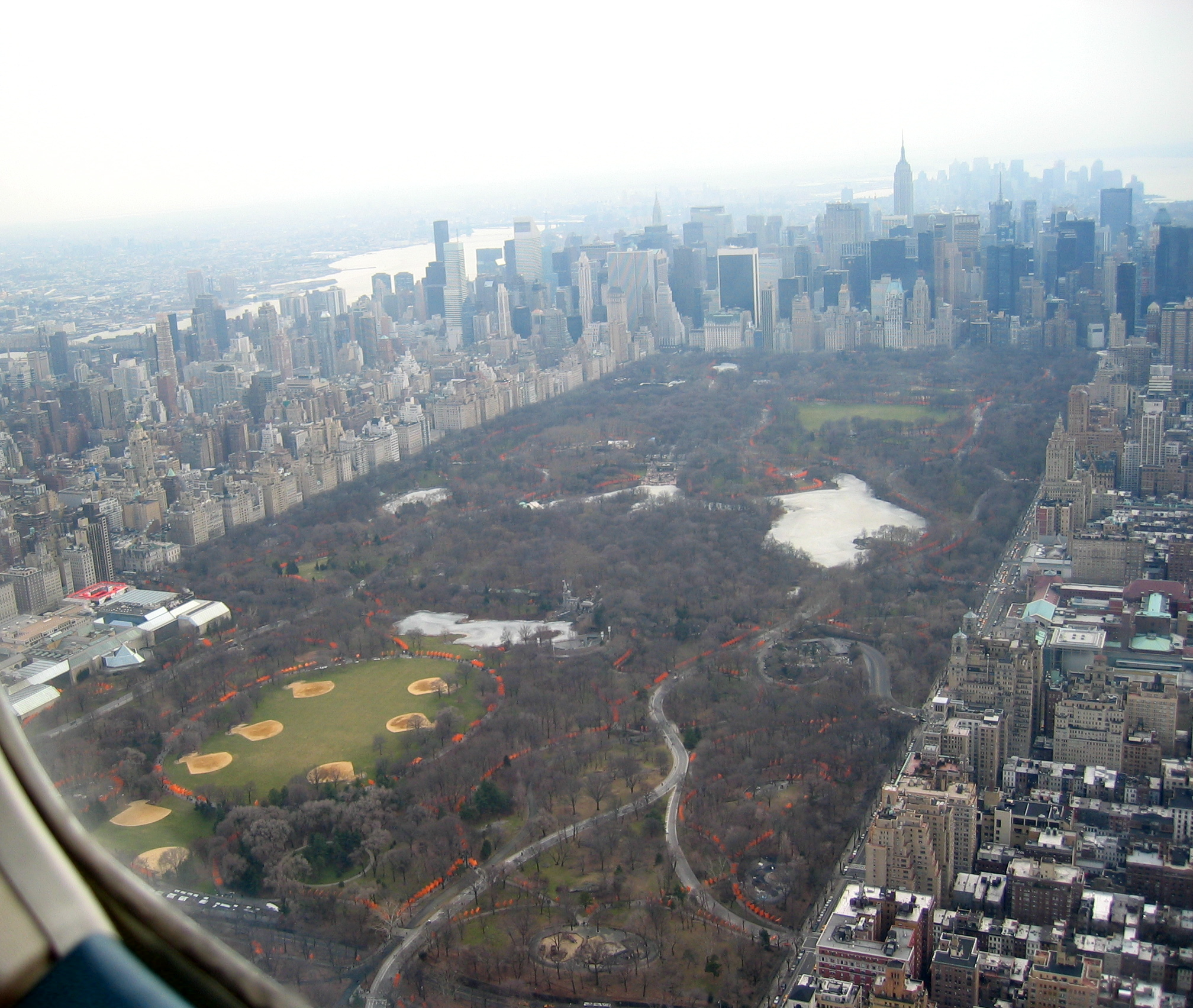
Veduta aerea di Central Park, a destra l'Upper West Side, in fondo la Midtown e ancor più giù si intravedono i grattacieli della Lower Manhattan, a sinistra il lussuoso Upper East Side

Durante la creazione del parco, Olmsted combatté costantemente contro la commissione per il parco, nella quale erano presenti molte persone incaricate dall'apparato dei Democratici di New York. Nel 1860 Olmsted fu licenziato per la prima di innumerevoli volte dal sovrintendente per il Central Park e Andrew Haswell Green, già presidente della commissione sull'educazione per la città di New York, ne prese il posto. Nonostante la sua poca esperienza, Green accelerò la costruzione del parco, anche per portare a termine la negoziazione per estendere la sua superficie di altri 65 acri (26 ha) verso nord, tra la 106ª e la 110ª strada, che con le sue zone piene di acquitrini sarebbe diventato, una volta dragato e ricostruito, l'Harlem Meer (Meer è una parola olandese che significa "lago").
Tra il 1860 e il 1873 (durante la presidenza di Ulysses S. Grant), molti dei principali ostacoli al progetto furono rimossi. Durante questo periodo, 14.000 metri cubi di terreno agricolo furono trasportati dal New Jersey, poiché la terra presente sul posto non era abbastanza buona per sostentare le varie piante che dovevano essere piantate secondo il piano Greensward. Quando il parco fu ufficialmente completato, nel 1873, più di 10 milioni di carrette di materiale, compreso terra e rocce varie, furono rimosse dall'area manualmente e trasportate fuori dal parco.

## Attività nel parco

### Sport

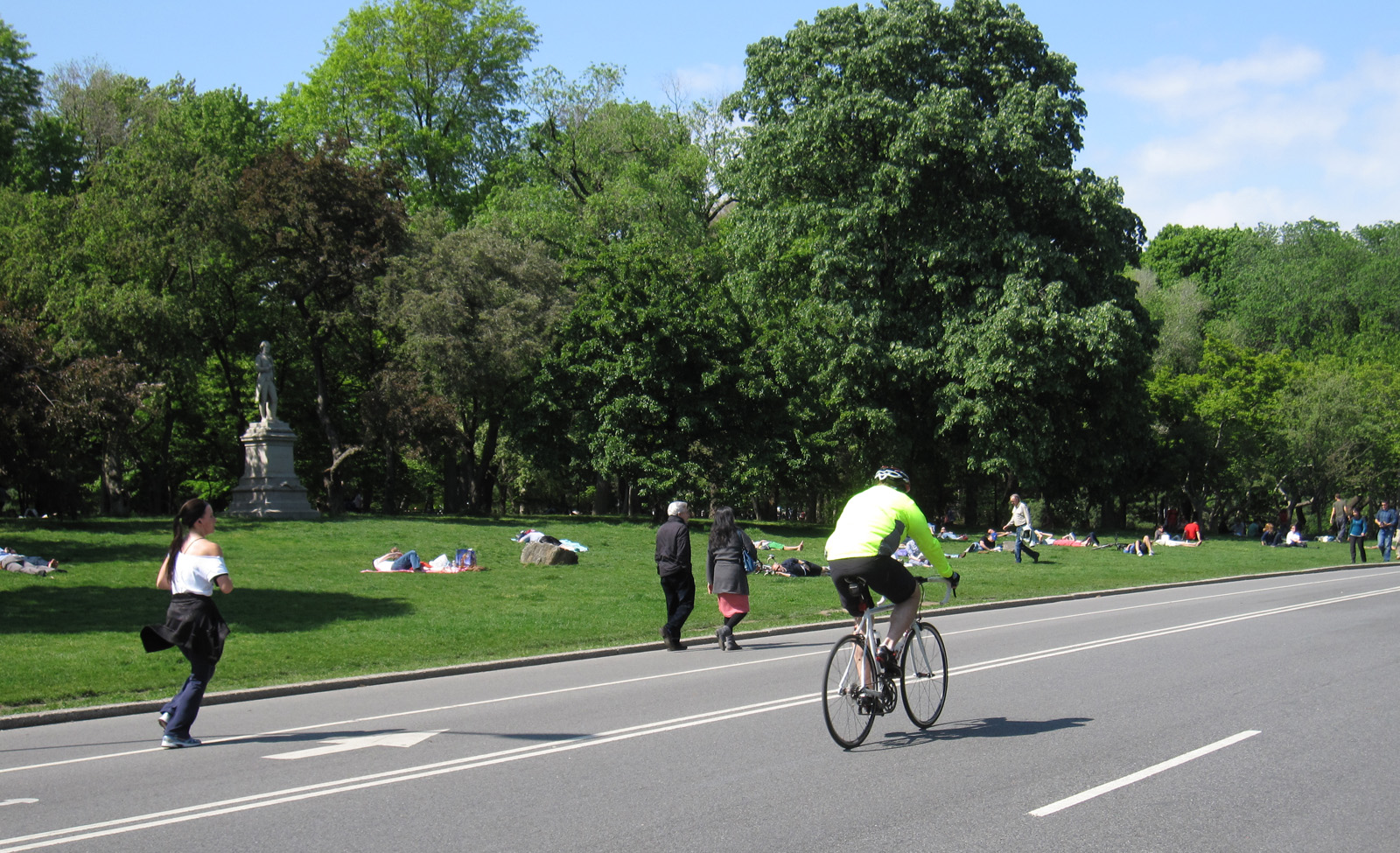
Scorcio di Park Drive

Central Park è forse il parco più amato dagli atleti. Il Park Drive, di 9,7 km di perimetro, è un paradiso per corridori, anche a livello amatoriale, ciclisti e pattinatori. Quasi tutti i weekend nel parco si tiene una gara; molte di queste competizioni sono organizzate dal New York Road Runners. La maratona di New York finisce davanti al Tavern on the Green. Il 4 novembre 2012, a seguito della cancellazione dell'edizione annuale della Maratona di New York 2012, circa 20.000 maratoneti hanno "invaso" il parco cittadino dando vita ad una corsa benefica, in favore degli abitanti di Staten Island colpiti dalla furia dell'uragano Sandy. Molte altre gare professionistiche si svolgono nel parco, incluse le recenti "Men's8k Championships". Una lunga tradizione di equitazione è stata mantenuta in vita dal Claremont Riding Academy, chiuso nel 2007. Nella parte nord del parco, tra la 106ª e la 108ª, si trova una grande pista di pattinaggio, la Lasker Rink and Pool, che si trasforma in piscina all'aperto d'estate ed è usata dagli abitanti del quartiere.
Famosa altresì la zona sud, dove è possibile allenarsi comodamente agli approcci, essendo l'area fornita di un perfetto green con annessi bunker. Un paradiso per i golfisti di tutti i livelli e le età.

### Spettacoli

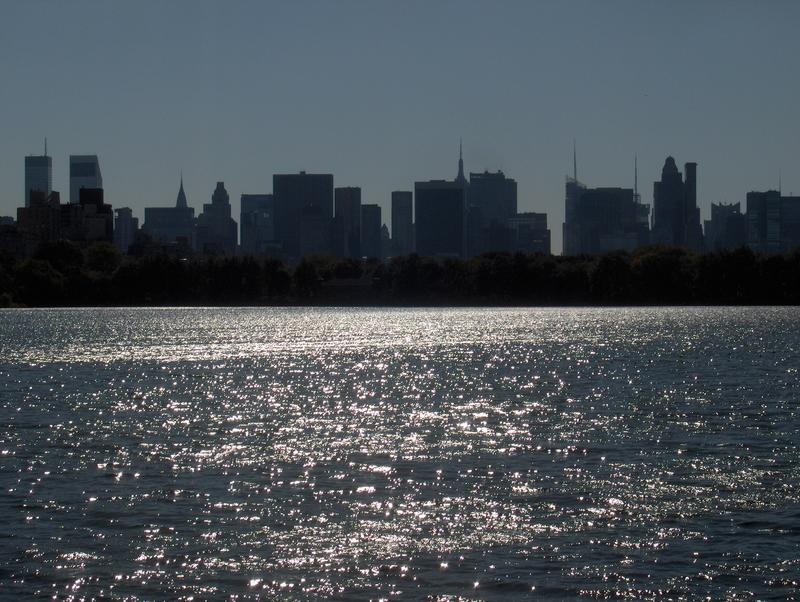
Lo skyline della parte nord-ovest di Manhattan visto da Central Park

Ogni estate, l'organizzazione del Teatro Pubblico di New York organizza spettacoli gratuiti all'aria aperta, spesso ospitando famosi attori di teatro o del cinema, nel Delacorte Theater, sede delle attività estive del New York Shakespeare Festival. Molte, ma non tutte, delle opere rappresentate sono opera di William Shakespeare, e sin dalla sua fondazione a opera di Joseph Papp nel 1962 sono apprezzate per la loro ottima qualità.
L'Orchestra filarmonica di New York esegue un concerto all'aria aperta ogni estate sul Great Lawn e il Metropolitan Opera presenta due rappresentazioni. Molti concerti sono stati eseguiti nel parco: Elton John nel 1980, Simon and Garfunkel nel 1981, Diana Ross nel 1983, Garth Brooks nel 1997, Dave Matthews Band nel 2003, i Bon Jovi con un concerto gratuito nel 2008. Dal 1992 il cantautore David Ippolito si esibisce quasi tutti i weekend estivi per una larga folla di passanti, curiosi e turisti, divenendo un'icona di New York. Molto spesso è ricordato semplicemente come "That guitar man from Central Park" (l'uomo con la chitarra di Central Park). Anche Andrea Bocelli si è esibito in questo parco (2011). Nel 1993, il tenore Luciano Pavarotti si è esibito davanti a 500 000 persone, in un grandioso concerto.
Ogni estate, anche il City Park Foundation offre stage estivi (Summerstage) a Central Park; una serie di performance gratuite che include musiche, danze, dialoghi e presentazione di film, il Summerstage, ha celebrato nel 2005 il suo ventesimo anniversario, ospitando artisti emergenti e di fama mondiale come Celia Cruz, David Byrne, Curtis Mayfield, Ladysmith Black Mambazo, George Clinton and the P-Funk All Stars e il premio Nobel e Pulitzer Toni Morrison.

Veduta panoramica di Central Park dal Rockefeller Center

I numerosi artisti che lavorano nel parco eseguendo ritratti agli artisti sono stati intervistati da Zina Saunders nel suo progetto Overlooked New York.

### Arrampicata

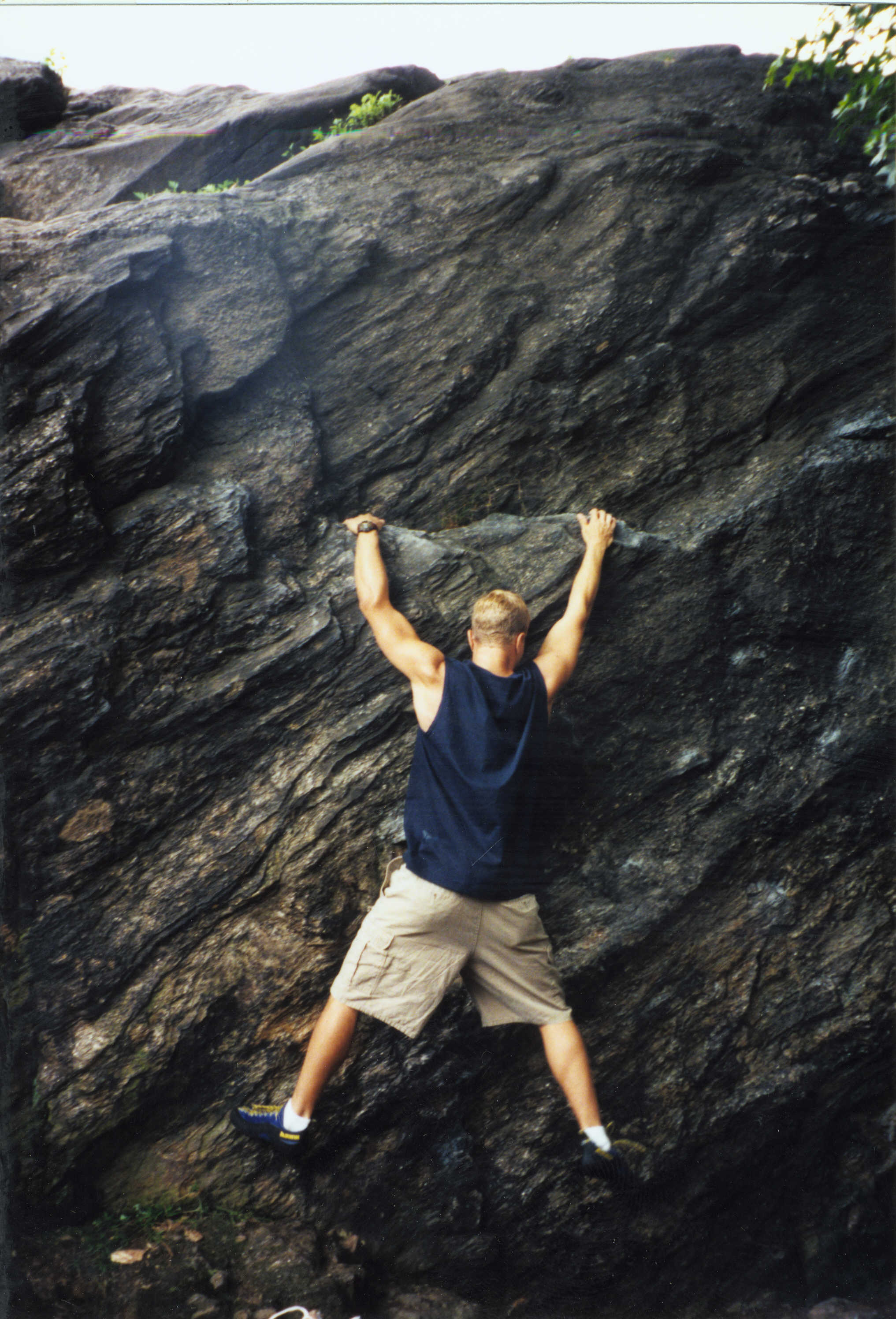
Il Rat Rock

Un'altra attrazione di Central Park sono i suoi enormi massi. Gli scalatori, e specialmente i Boulderisti, salgono infatti su queste rocce di Manhattan, uno speciale tipo di ardesia, che spuntano fuori dal terreno in certi punti del parco, anche in maniera abbastanza considerevole. Ci sono circa 5 - 10 punti dove gli scalatori si ritrovano. I due punti più rinomati sono Rat Rock e Cat Rock, entrambi posti sul lato sud del parco.

### Bambini
In aggiunta ai suoi 21 parchi giochi, Central Park offre decine di attività per bambini, incluse esibizioni di burattinai allo storico teatro delle marionette Swedish Cottage. La famosa giostra di Central Park ha emozionato i bambini fin dal 1870, quando fu costruita per la prima volta. D'inverno si divertono anche a pattinare sulla pista da pattinaggio dove ogni anno ci sono più di 1 milione di persone.

### Statue e Monumenti

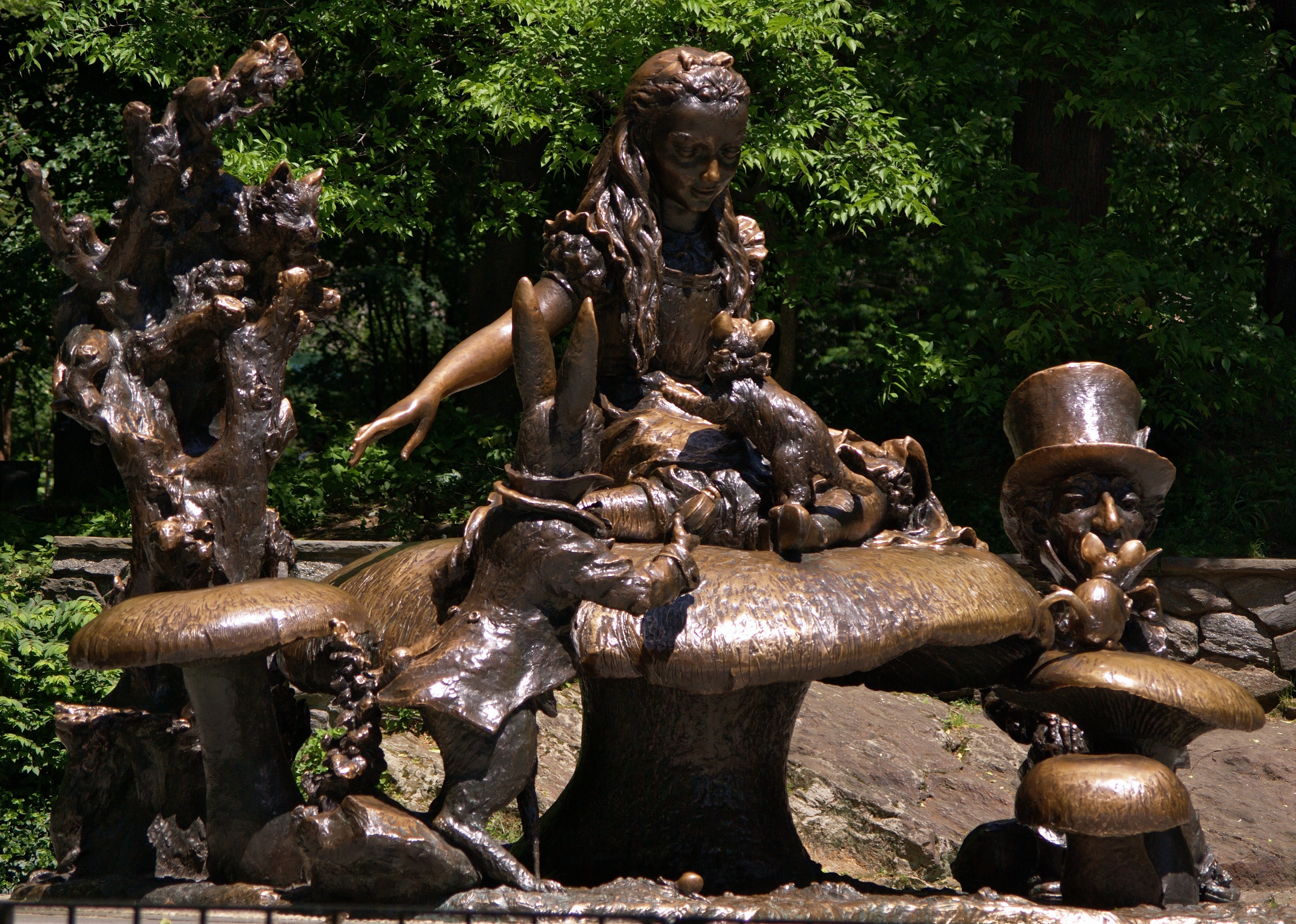
Statua di Alice nel paese delle Meraviglie

Nel cuore di Central Park sono presenti numerose statue e monumenti. Il più famoso è il memoriale di John Lennon a Strawberry fields. Le statue più visitate sono quella di Alice nel paese delle Meraviglie, Balto, la statua di Hans Christian Andersen, la statua di Cristoforo Colombo, l'ago di Cleopatra. Sono presenti moltissime altre statue nel parco e molteplici punti d'interesse.

## Apparizioni nelle trasmissioni televisive

### Gossip Girl
In questa famosissima serie tv americana che racconta le storie dei ricchi abitanti dell'Upper East Side, Central Park è uno dei luoghi più iconici come per esempio l'Empire State Building.
Nel corso della serie qui sono accaduti molti avvenimenti importanti come il matrimonio tra i protagonisti Blair Waldorf e Chuck Bass.

### Jessie
Nella serie televisiva Jessie i protagonisti della serie vanno nel luogo di Central Park in diverse occasioni. Infatti Central Park è uno dei luoghi in New York City in cui viene girata la serie.